# Aspidistra bicolor
Aspidistra bicolor är en sparrisväxtart som beskrevs av Tillich. Aspidistra bicolor ingår i släktet Aspidistra och familjen sparrisväxter. Inga underarter finns listade i Catalogue of Life.